# Восстания федералистов
Восстания федералистов (лето 1793 года) — восстания, вспыхнувшие в различных частях Франции во время Французской революции, были вызваны недовольством провинциальных городов, усилением централизации власти в Париже и все большей радикализацией якобинцев. В большинстве мест поводом для восстания стало исключение депутатов-жирондистов из Национального Конвента после восстания 31 мая — 2 июня 1793 г. Несмотря на общность причин и политических целей, восстания не были связаны между собой или скоординированы :177. Кроме того, восстания не получили широкой народной поддержки и за несколько месяцев были подавлены армиями Конвента. Затем по всей Франции прокатилась волна террора, направленного против настоящих или возможных противников власти якобинцев.

## Причины

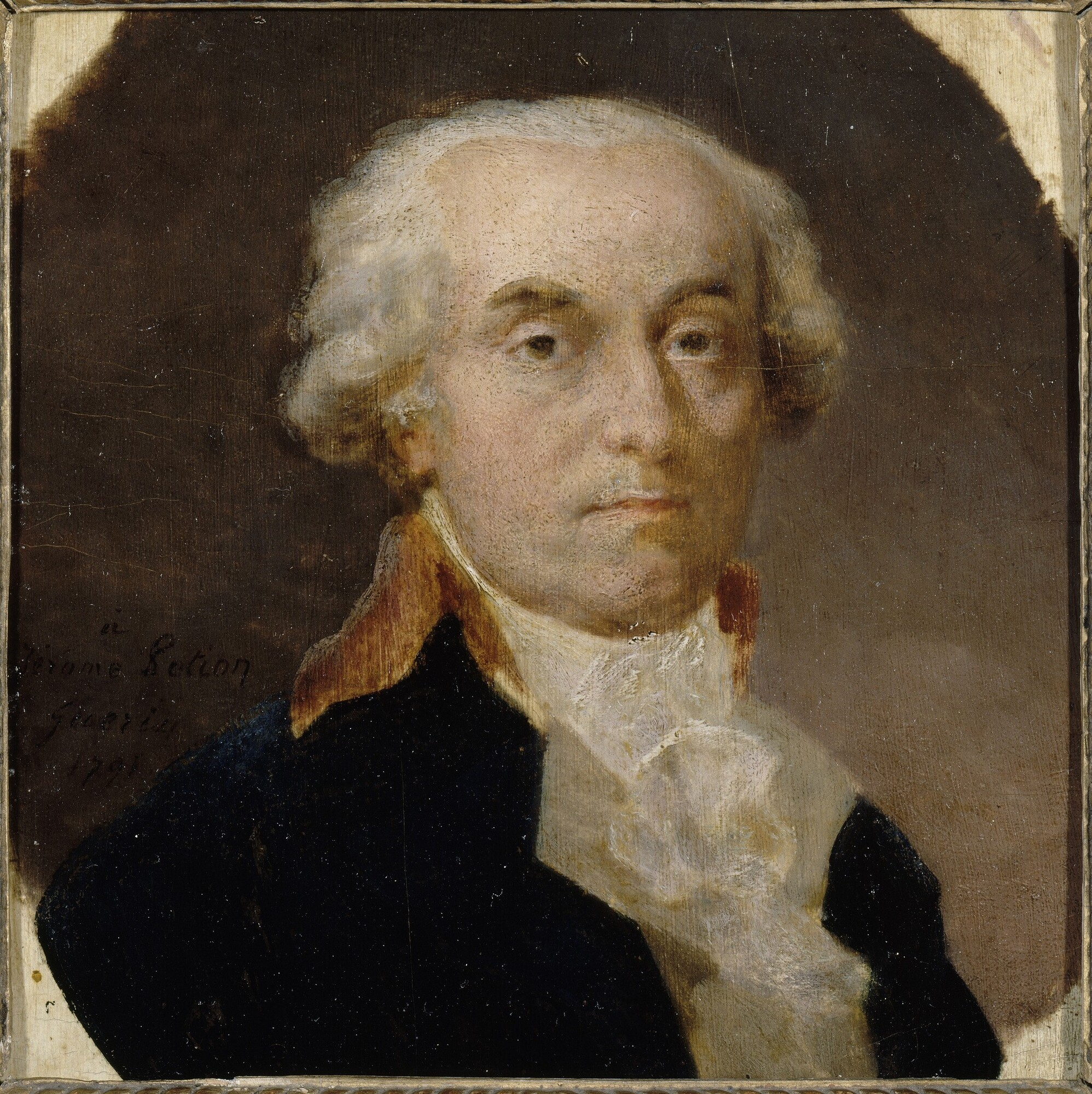
Лидер федералистов Жером Петион де Вильнёв

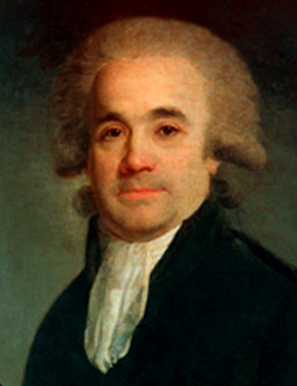
Лидер федералистов Жан-Поль Рабо, Сент-Этьен

В 1793 году, столкнувшись с неоднократными угрозами со стороны радикальной Парижской Коммуны, жирондисты (иногда называемые «федералистами» из-за их идей о децентрализации власти) начали подготовку движения сопротивления в регионах, где у них была значительная поддержка. Во многих частях страны в местных органах власти по-прежнему доминировали те же известные семьи, которые руководили ими до революции и придерживались жирондистских или даже роялистских политических взглядов. В то же время политические противники жирондистов в Париже, якобинцы, также стремились мобилизовать население за пределами столицы, чтобы противостоять местному истеблишменту и мобилизовать сторонников радикально-эгалитарной республики :154. Это привело к ожесточённой конфронтации, усугубляемой глубинными социальными конфликтами, в Лионе, Марселе, Бордо, Нанте и Руане, то есть городах, где каждая фракция имела свою социальную базу. Часть среднего класса и городские низы поддерживали якобинцев; за жирондистов выступали более зажиточные слои населения и часть городской бедноты, недовольная преследованиями церкви :181.

## Начало восстаний
Восстание имело три основных региональных центра: на западе — Нормандия и Бретань, в основном в городах Ренн и Кан; на юго-востоке — Лион, Марсель и Тулон и на юго-западе — Бордо. Восстание началось после ареста 29 депутатов-жирондистов 2 июня 1793 года. 5 июня ещё 17 депутатов, включая Кондорсе, выразили протест против этих арестов. В тот же день с осуждением арестов жирондистов выступили департаменты Соммы, Верхней Вьенны и Верхних Альп. 7 июня 75 депутатов Конвента от правых партий осудили действия Парижской Коммуны и обратились за поддержкой ко всем департаментам страны. Тем временем несколько депутатов-жирондистов бежали из-под домашнего ареста и отправились в Нормандию и Бретань, власти которых начали собирать ополчение для выступления против якобинского Конвента. Депутаты Бузо и Горсас направились в департамент Эр, а Петион и многие другие — в Кан, который и стал центром восстания. В то же время Бриссо отправился в Мулен, Рабо Сент-Этьен — в Ним, Ребекки — в Марсель, а Жана Биротто и Шассе — в Лион.
В этих больших городах местная знать и крупные торговцы, которые были самыми сильными сторонниками жирондистов, могли получить достаточное влияние и поддержку, чтобы помешать якобинцам захватить власть. Однако в небольших городах им не хватало сил, чтобы сломить гегемонию радикальных политических клубов, которые хотели оставаться верными Конвенту.

## Нормандия и Бретань

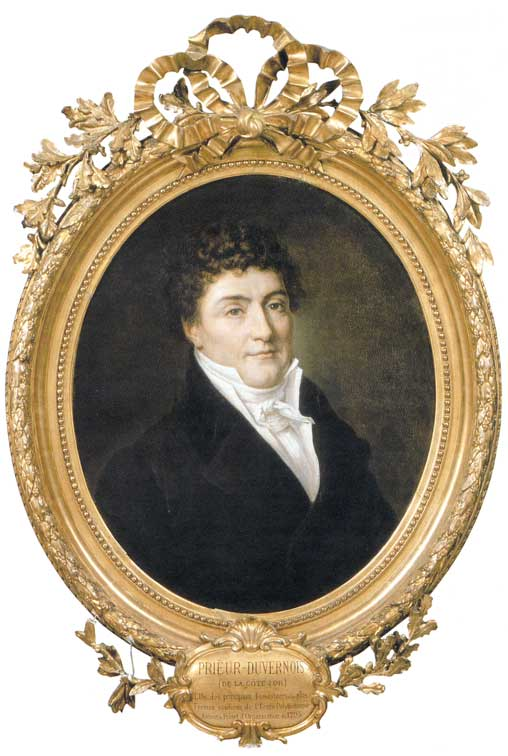
Приёр де ла Кот д’Ор, представитель Конвента в Нормандии

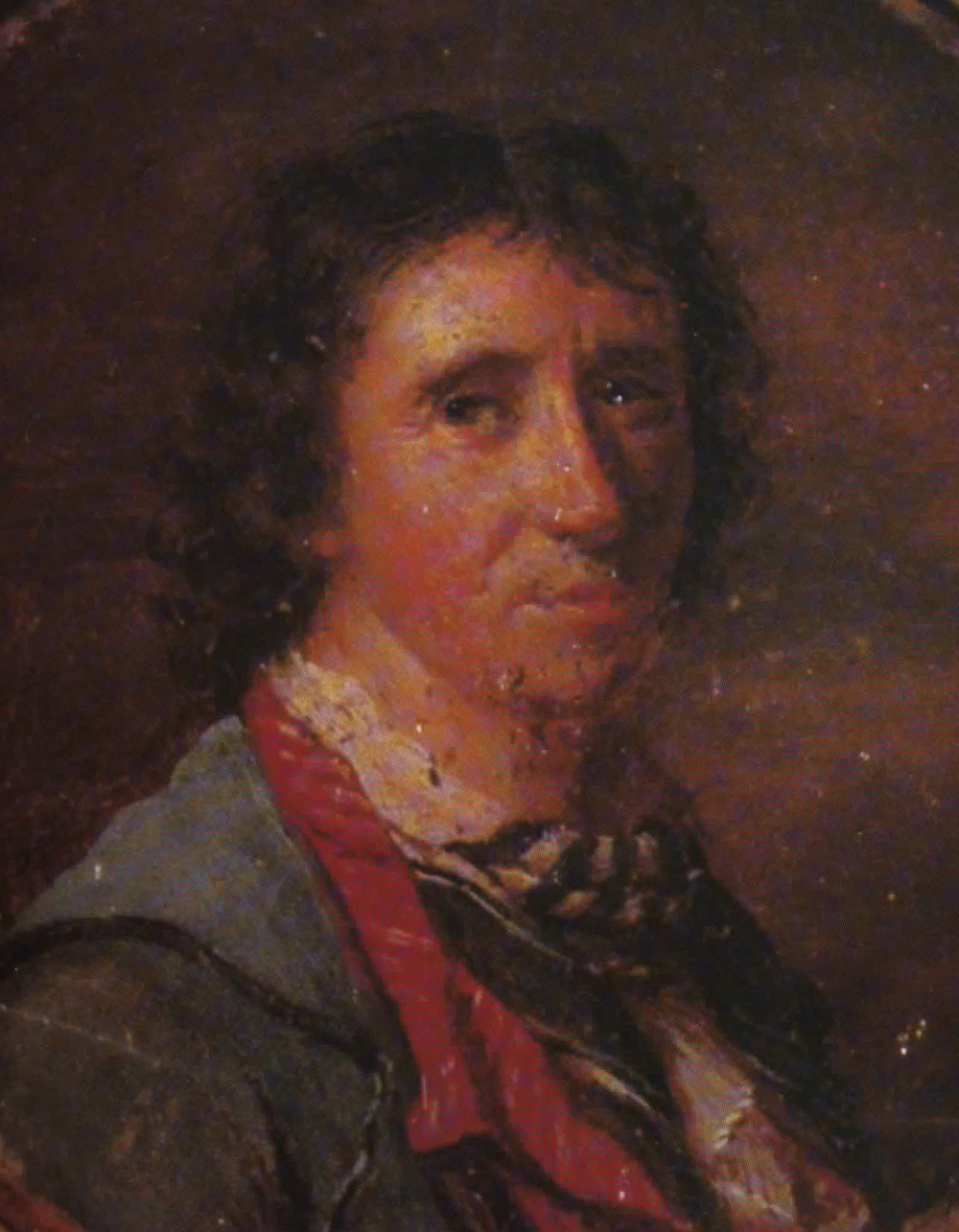
Жан-Батист Каррье, представитель Конвента в Бретани

9 июня два представителя Конвента в Нормандии, Жильбер Ромм и Приёр де ла Кот д’Ор, были арестованы в Кане федералистами и удерживались в заложниках. 13 июня департамент Эр, возглавляемый Бузо и Горсасом подал сигнал к восстанию, заявив, что Конвент больше не является свободным органом. Был объявлен призыв добровольцев для похода на Париж; в соседние департаменты были направлены эмиссары для подготовки восстания.
В результате бретонцы отправили в Нормандию всего 1700 человек.
В Кане, где расположилась штаб-квартира восстания федералистов западного региона, была сформирована Центральная ассамблея сопротивления, которую возглавили Бузо, Гваде, Петион, Барбару, Луве, Салле и другие жирондисты. Они поклялись в ненависти к якобинцам и обещали отстаивать равенство граждан, а также единство и неделимость республики. Для командования ополчением они пригласили генерала Жоржа де Вимпффена, который год назад успешно защищал Тионвиль от герцога Брауншвейгского.
Вимпффен собрал ополчение из 5000 человек и двинулся в сторону Эврё; авангардом ополчения командовал граф Жозеф де Пюизе. Вечером 13 июля вблизи Паси-сюр-Эр произошло столкновение авангарда ополчения с отрядом Конвента. При первых же звуках канонады необстрелянные ополченцы бежали, при этом ни одна из сторон не имела ни убитых, ни раненных. Это столкновение получило известность как битва при Брекуре или «Битва без слёз» (фр. La bataille sans larmes) :25. После поражения у Брекура войска федералистов начали дезертировать, или переходить на сторону Конвента. После этого восстание в Нормандии быстро прекратилась. 29 июля комиссары Конвента Жильбер Ромм и Приёр де ла Кот д’Ор были освобождены, а 2 августа Кан был занят армией Конвента, что фактически положило конец восстанию в Нормандии.
В начале 1794 г. в Бретани и близлежащих департаментах вспыхнуло восстание шуанов.

## Лион

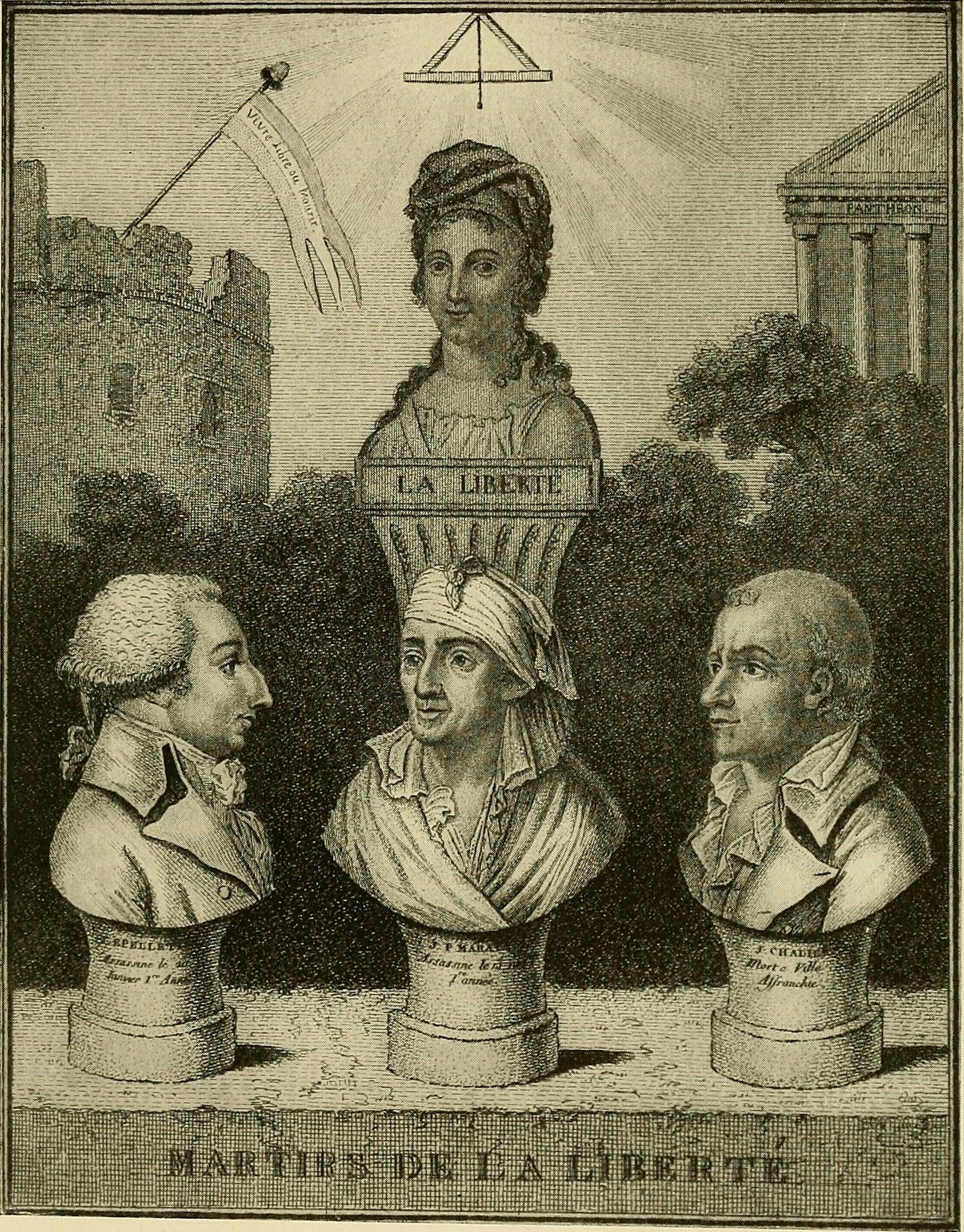
Современная гравюра, изображающая лионского якобинца Жозефа Шалье как мученика за свободу вместе с Маратом и Ле Пелетье де Сен-Фаржо (все убиты в 1793 году)

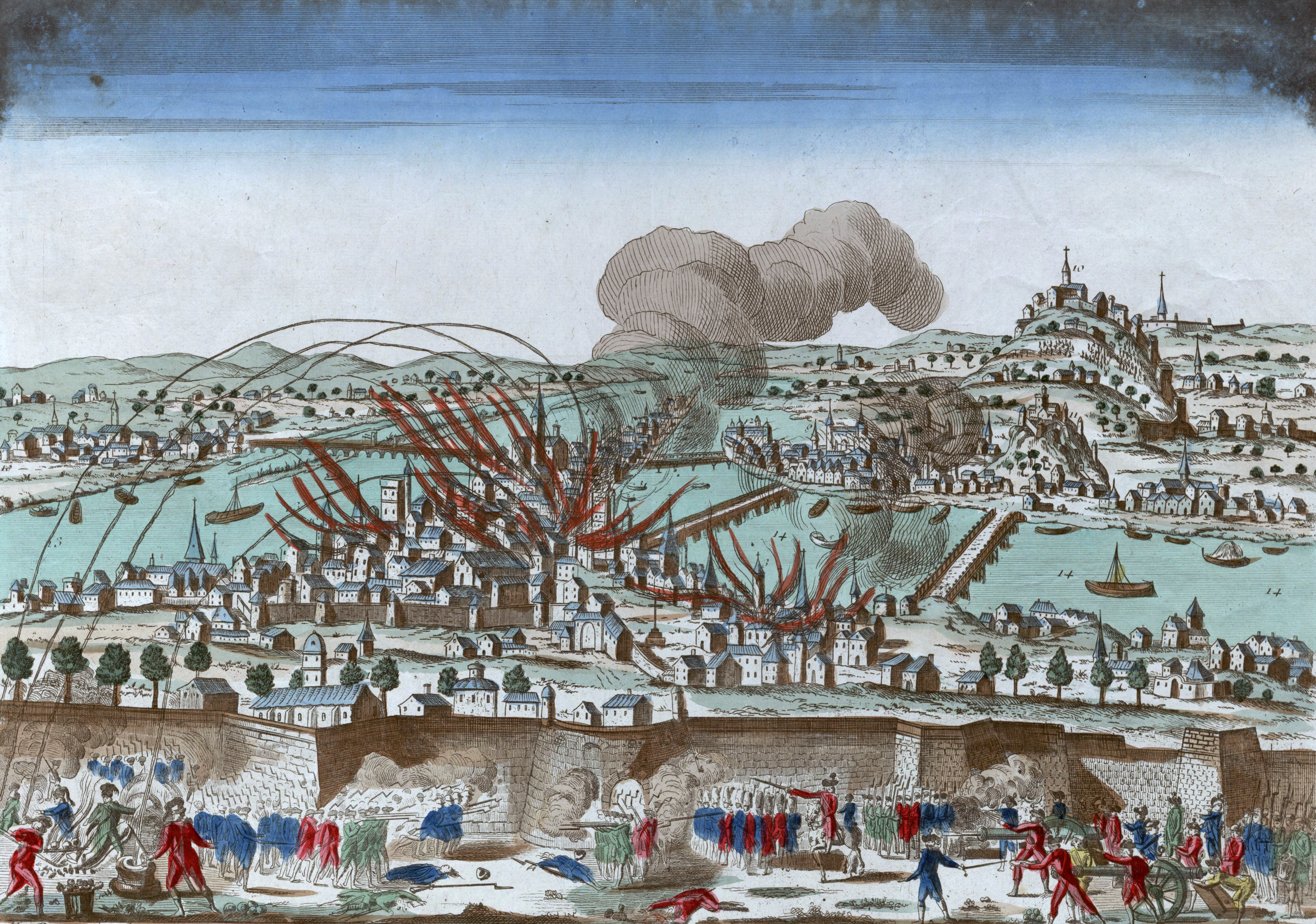
Осада Лиона (1793 г.)

В Лионе, втором по величине городе Франции после Парижа, в первой половине 1793 года межфракционная напряжённость была очень высока. Как и в Марселе, большинство в городском совете поддерживало жирондистов, но небольшая и решительная группа якобинцев под руководством Жозефа Шалье намеревалась захватить власть в городе. 9 марта якобинцы фактически получили контроль над городом.
29 мая городское собрание решило сменить председателя якобинского совета. Прибывшие в город представители Конвента Жан-Пьер Готье и Пьер-Клод Ниош были арестованы. Ночью были арестованы и местные сторонники Шалье; на следующий день мэром стал человек по имени Куандр (Coindre). Шалье и его сторонники предстали перед судом.
После ареста в Париже депутатов-жирондистов Конвент рассматривал события в Лионе как часть восстания, угрожающего власти центрального правительства. В течение месяца муниципальные руководители Лиона установили связи, как с соседними департаментами, так и с другими повстанческими городами на юге Франции: Марселем, Нимом и Бордо. Лион призвал к созыву съезда потенциально сепаратистских муниципалитетов и департаментов в Бу́рже в качестве альтернативы Конвенту. В отличие от Нормандии и Бретани, где федералистам едва удалось собрать несколько сотен человек, в Лионе имелся значительный отряд численностью около 10 000 человек, которым командовали роялисты во главе с графом Преси.
Конвент послал в Лион на переговоры Робера Ленде, но выяснилось, что местные депутаты не готовы к компромиссам. Непримиримость лионцев усиливалась присутствием в городе Биротто, одного из недавно высланных депутатов-жирондистов. 30 июня 1793 года 207 делегатов, представляющих близлежащие кантоны, департамент и городские округа, учредили «Народную республиканскую комиссию по общественной безопасности Рона-и-Луара», которая опубликовала «Обращение властей, должным образом созданных в Лионе, к армиям, гражданам и всем органам республики». Национальное собрание ответило серией декретов от 12 и 14 июля, объявивших Биротто вне закона, уволивших лионских лидеров и конфисковавших их имущество. Восстановить порядок в Лионе было приказано Альпийской армии.

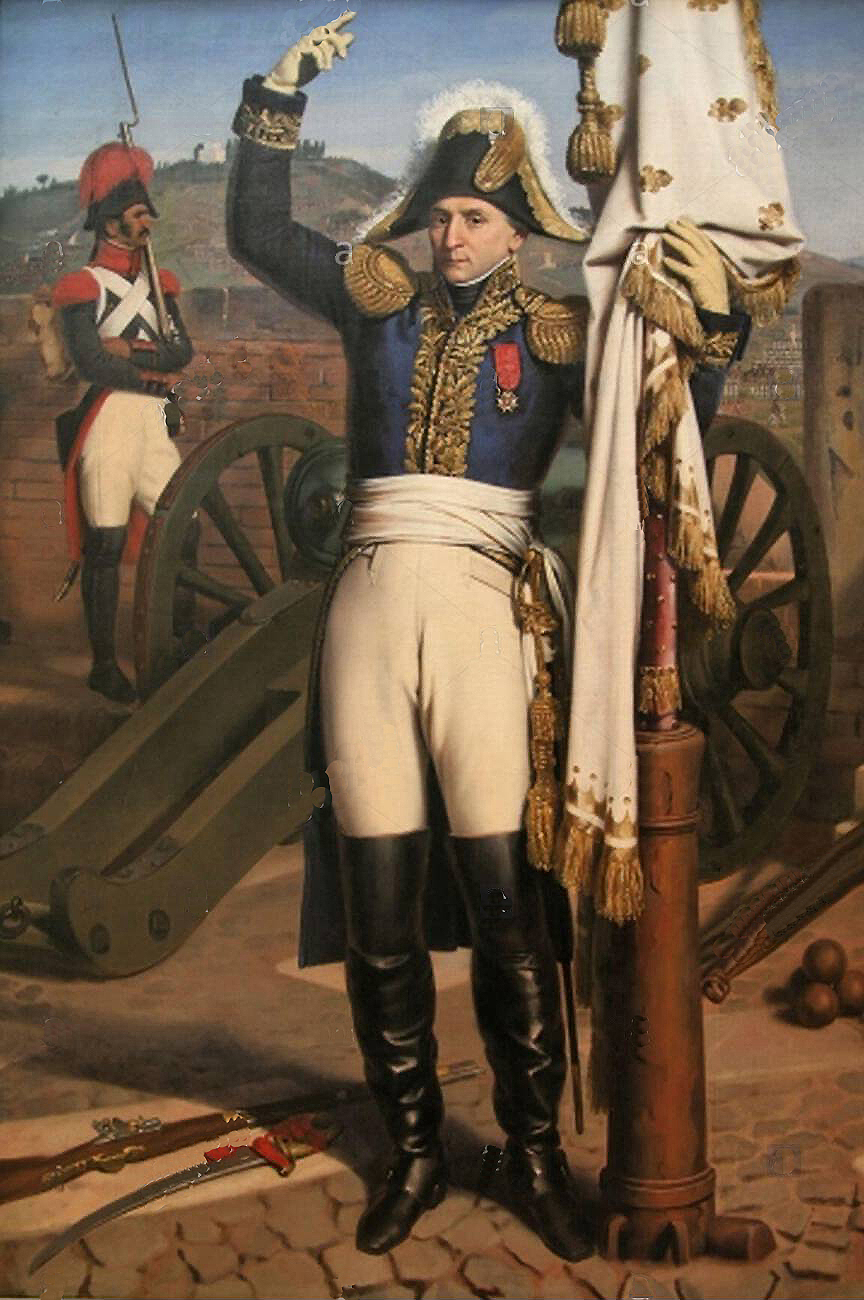
Граф де Преси, командующий федералистов

16 июля власти федералистов в Лионе, подстрекаемые угрозами из Парижа, казнили Шалье вместе с несколькими его сторонниками. Когда армия Конвента под командованием Франсуа Келлермана приблизилась, лионцы приготовились к осаде, но их призывы о помощи другим провинциям остались без внимания. Военный комендант Лиона граф де Преси усилил городские укрепления и собрал армию численностью от 12 до 14 тысяч человек.
Осада Лиона началась 7 августа, но до 17 сентября армия Конвента не смогла добиться полной блокады. После того как защитники отразили первоначальные атаки на укрепления, Келлерман решил начать обстрел города. Обстрел начался в ночь на 22 августа, и продолжался до сдачи города. В конце сентября Келлерман был заменён Доппетом, который довёл осаду до победного конца: 9 октября город сдался.

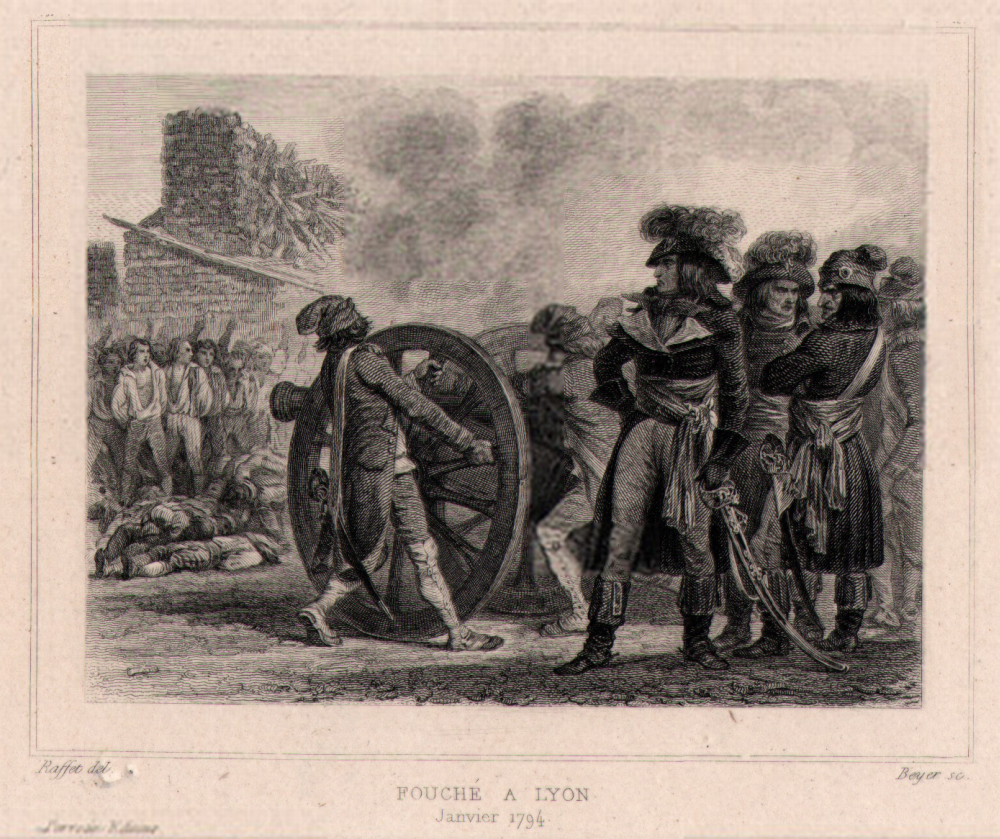
Расстрел пленных федералистов в Лионе

12 октября Барер хвастался, что «Лион, который объявил войну Свободе, больше не будет». Город был переименован в «Освобождённый город» (фр. Ville-affranchie). В общей сложности, в Лионе было казнено 1604 человека, а несколько величественных зданий вокруг
площади Белькур
были снесены.
Осада города и последовавшие за ней репрессии привели к исходу жителей. Если в 1793 году в Лионе проживало около 150 тысяч человек, то в 1794 году — 102 тысячи, а в 1800 году — всего 88 тысяч. Якобинский террор привёл к гибели 115 из 400 владельцев шёлкопрядильных фабрик, многие мастера шёлкового дела также покинули город.
Масштаб и жестокость репрессий Конвента в Лионе вызвали общую ненависть к якобинцам. В результате во время Первого белого террора имели место многочисленные акты коллективного насилия. Так, 2 февраля 1795 г., толпа ворвалась в тюрьмы и убила содержащихся там якобинских заключённых. 14 февраля был убит толпой судья бывшего Революционного комитета Жозеф Ферне (Joseph Fernex), находившийся в тюрьме с начала Термидора :468, 1 марта был убит ещё один член Революционного комитета Сотемуш (Sautemouche):470. Угроза очередной расправы над заключёнными якобинцами была столь велика, что 30 марта 1795 г. было принято решение перевести их из Лиона в Роан и Макон. Тем не менее, 4 апреля толпа ворвались в тюрьмы и убила 99 якобинцев:476.

## Марсель и Тулон
В Марселе якобинцы имели большинство в городском совете. Жирондисты, старые знатные семьи и преуспевающие купцы, имели преимущество в районных советах. Чтобы уравновесить это влияние, якобинцы создали вооружённые силы из 6000 человек и судебный комитет, находившийся под их контролем. Жирондисты же требовали независимости революционного трибунала. Конфликт между этими двумя лагерями обострился в начале 1793 г. до такой степени, что полномочным представителям Конвента, посланным из Парижа для набора в армию пришлось бежать в Монтелимар.
После восстания 31 мая — 2 июня 1793 года в Париже жирондисты в Марселе создали общий комитет районных советов (т. н. «секций»), который разогнал якобинский клуб и заключил в тюрьму его лидеров. Был избран новый городской совет, который объединился с другими федералистскими территориями и решил собрать собственную армию. 8 июля эта армия захватила Авиньон.
Реакция департаментов Марселя была неоднозначной. В департаменте Эро городской совет города Монпелье осудил арест жирондистов и 20 июня создал Комитет общественной безопасности; через несколько дней Конвент приказал арестовать его членов. Однако жирондисты в Эро решили не создавать собственную армию. Единственным департаментом, который создал вооружённый отряд, был Гар. Этот отряд, численностью 800 человек, занял Пон-Сен-Эспри, что позволило поддерживать связь с Лионом. Департамент Дром остался верен Конвенту; в Валенсии якобинцы не позволили федералистам из Гарда двинуться на север, чтобы соединиться с Лионом (24, 25 и 26 июня). Благодаря их помощи, отряд Альпийской армии, посланный Конвентом, 25 июля смог войти в Авиньон и восстановить там власть якобинцев.
Под угрозой приближавшейся армии Конвента часть граждан Марселя сочли за лучшее отказаться от идей революции, отдав власть в руки монархистов. 20 августа они связались с адмиралом Худом, командующим британским флотом, блокировавшим город, с просьбой разрешить подвоз продовольствия. Эти переговоры ни к чему не привели и 25 августа армия Конвента, поддержанная восстанием якобинских элементов, заняла город.
Также, как и в Лионе, начались репрессии против федералистов. Город был переименован в «город без названия» (фр. ville sans nom) и был создан революционный трибунал, который начал террор во всем Провансе. Осенью 1793 года Баррас и Фреон продолжили репрессии. Всего с августа 1793 по апрель 1794 через революционный трибунал в Марселе прошло 975 обвиняемых. 476 было оправдано, 289 — казнено.

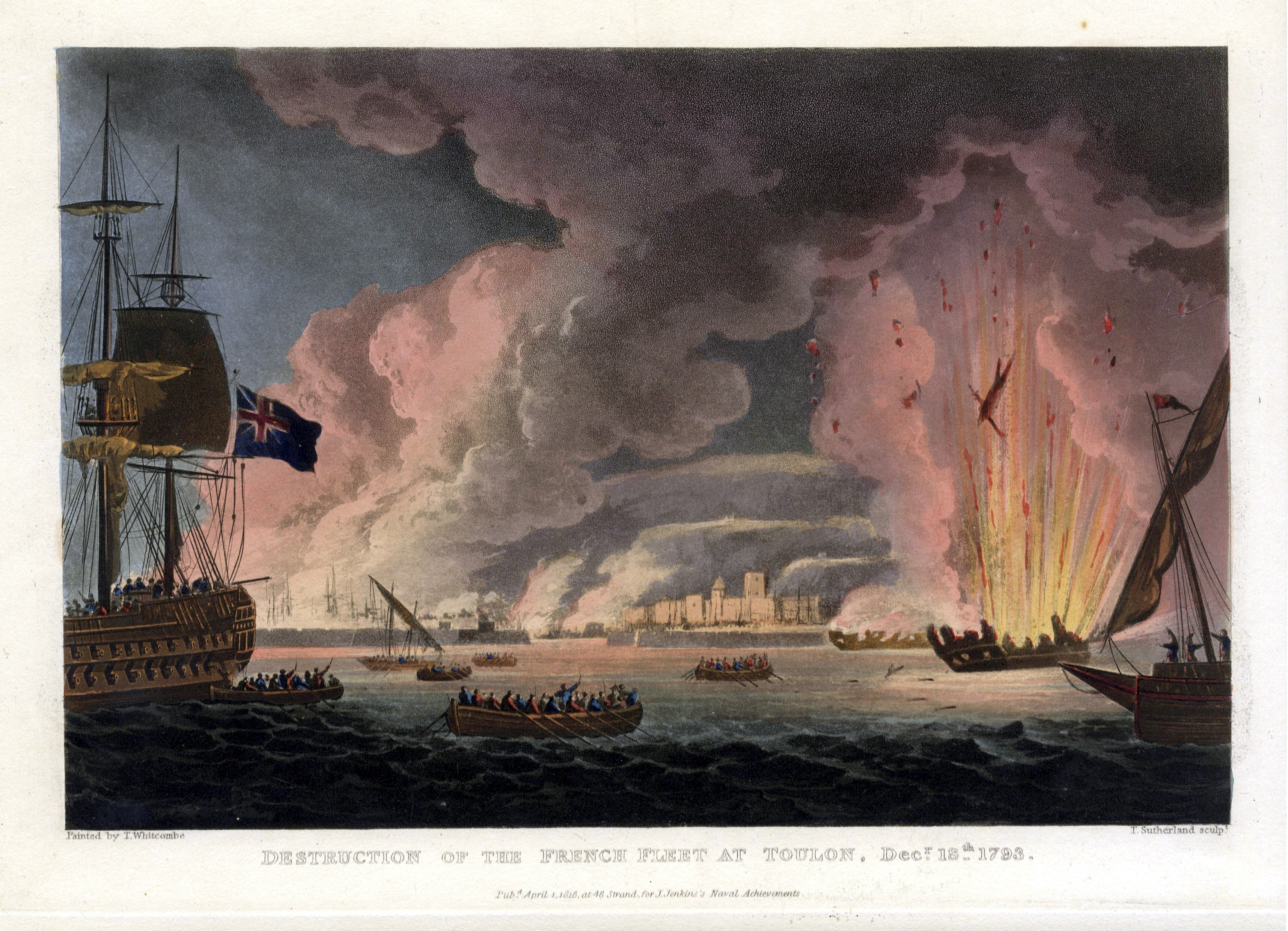
Уничтожение французского флота в Тулоне

Хотя до июля 1793 года Тулон был оплотом якобинцев, во второй половине месяца они были свергнуты. Якобинский клуб был разграблен. Видные якобинцы были вынуждены бежать, а те, кто остался, были задержаны и содержались на барже в гавани. Как и в Нормандии, оба полномочных представителя Конвента были арестованы и заключены в тюрьму. Потеря Тулона стала катастрофой для республики, поскольку в то время в порту Тулона стоял почти весь средиземноморский флот Франции.
После прихода армии Конвента в Марсель власть в Тулоне захватили роялисты. 18 августа они сдали город британцам и их испанским и неаполитанским союзникам. 8 сентября к Тулону подошла армия Конвента и началась длительная осада, продолжавшаяся до 19 декабря 1793 года. Уходя, британцы увели из порта французские военные суда и взорвали те, что не смогли увести. Вместе с англичанами Тулон покинули семь тысяч беженцев.
Жёсткие репрессии Конвента имели продолжение. Во время белого террора в 1795 году множество якобинцев пали жертвами мести. Только в тюрьме форта Сен-Жан (Saint Jean) было убито 700 заключённых якобинцев. Подобные акты мести имели место и в других бывших федералистских городах на юго-востоке. Например, 27 июня 1795 года были убиты и брошены в Рону члены бывшего Революционного трибунала в Оранже :484.

## Бордо
Восстание в Бордо носило иной характер, чем в Лионе, Марселе или Тулоне. Бордо был родным городом многих лидеров жирондистов. Здесь не было значительного числа сторонников ни радикальных левых республиканцев, ни правых монархистов. До ареста жирондистов в Париже, в Бордо не было ожесточённых политических распрей, характерных для городов юго-востока. С началом восстаний в Бордо возник устойчивый консенсус в поддержку федералистов:181–184.
Разногласия с Конвентом начались в Бордо ещё до арестов жирондистов в Париже. Так, 9 мая 1793 года, районные советы Бордо опубликовали заявление о том, что Конвент попал под власть анархистов. Однако на этом этапе усилия федералистов были сосредоточены на восстановлении свободы дебатов в Конвенте, которая, по их мнению, была утрачена :204.
Открытые выступления против Конвента начались лишь после ареста депутатов в Париже. 7 июня 1793 года Жиронда объявила об открытом противостоянии Конвенту. 10 июня была образована «Народная комиссия общественного спасения Жиронды» (фр. Commission populaire du salut publique de la Gironde), которая взяла на себя функции правительства в городе и его окрестностях. В соседние департаменты были направлены призывы к единству. Как и в случае с Лионом, Конвент в ответ отправил в Бордо двух комиссаров: Жана Батиста Трейяра и Жан-Батиста Матье :204–5. Восставшие не стали брать комиссаров в заложники, как в Нормандии, их лишь выдворили из департамента.
Несмотря на широкую поддержку федералистов в городе, набрать людей, готовых к действию, оказалось непросто. В отряд для похода на Париж записалось 400 человек :206. После известия о прибытии в Бордо комиссаров Конвента весь отряд дезертировал и распался:195.
Столкнувшись с этим вопиющим провалом, 2 августа Народная комиссия федералистов распалась; спустя четыре дня Конвент объявил её вне закона, а её членов — предателями. В то время как другие города федералистов были взяты силой, в Бордо никакая военная сила не потребовалась. 18 августа в город без всякого конвоя прибыли два новых комиссара Конвента: Клод-Александр Исабо и Марк Антуан Бодо. Однако население встретило их столь недружелюбно, что они решили не оставаться в Бордо и отправились в Ла-Реоль. Вскоре к ним присоединились два новых комиссара, Жан-Ламбер Тальен и его брат Гийом Шодрон-Руссо, который привёз из Парижа инструкции по установлению революционного порядка, составленную в недвусмысленных выражениях :210–12.
Не имея военных средств для достижения своей цели, комиссары Конвента убедили соседние районы не продавать городу продовольствие и использовали небольшую группу якобинцев в самом городе, чтобы подготовить почву для своего возвращения. Вскоре в Бордо начался голод и 9 сентября радикальная «секция Франклина» потребовала выполнения указов Конвента. В течение следующих нескольких дней к ним присоединились другие жители города. 18 сентября городское собрание отправило в отставку городское правительство. Был создан городской наблюдательный совет, и такие же комитеты были созданы во всех районах города. В дальнейшем комитеты стали ключевым инструментом в период террора. 16 октября, когда город надёжно находится в руках сторонников Конвента, четыре комиссара вернулись в Бордо, на этот раз в сопровождении отряда из 3000 пехоты и кавалерии :220. В последующие недели в городе был задействован аппарат террора. Военная комиссия провела 157 заседаний по делам обвиняемых в преступлениях против республики. Из 832 приговоров 304 были оправдательными, 237 обвиняемых были приговорами к телесным наказаниям или заключению под стражу, 291 — приговорены к смертной казни. Однако, несмотря на кровожадную риторику Таллиена (Tallien), военная комиссия оправдала больше обвиняемых, чем отправила на эшафот; с октября 1793 года по июнь 1794 года было проведено 104 казни.

## Последствия

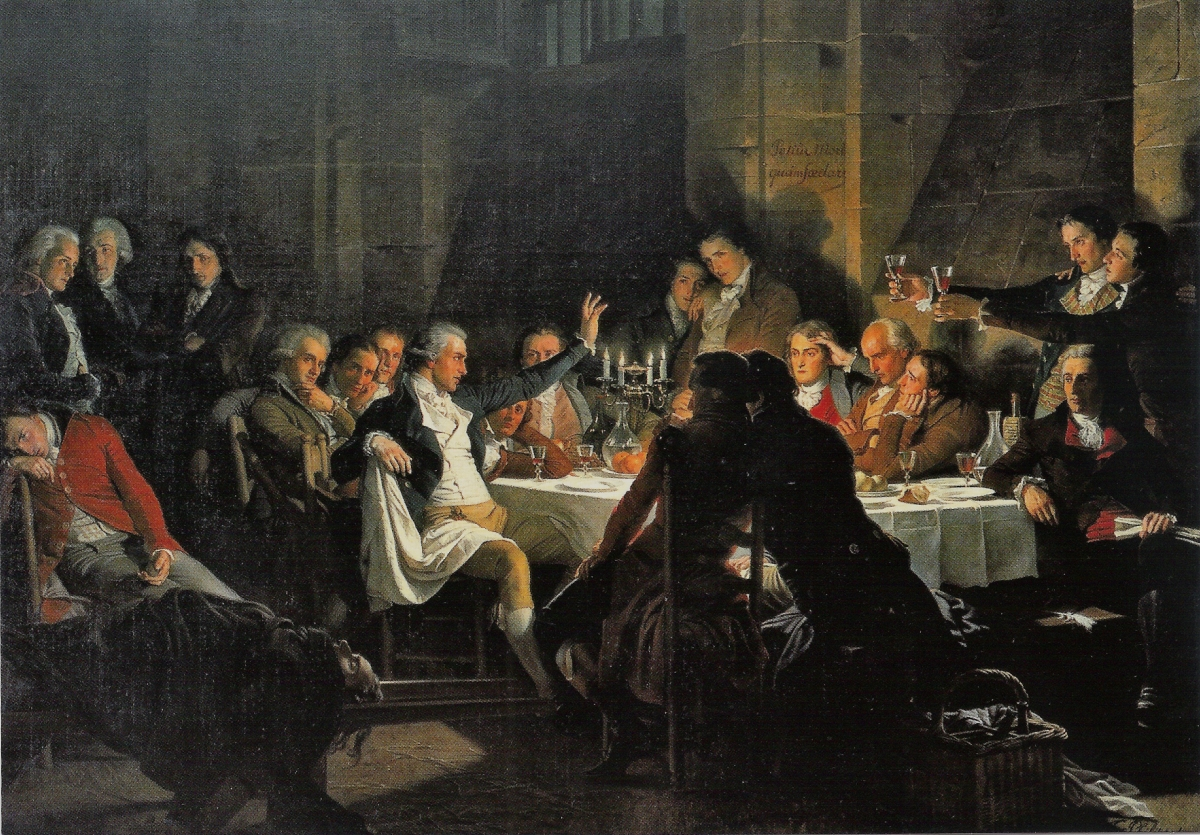
Заключённые жирондисты обедают в тюрьме перед казнью

Восстания федералистов, жестоко подавленное Конвентом, привело к усилению террора и централизации власти. Пользуясь диктаторскими полномочиями, Конвент подавил выступление жирондистов, но децентрализация власти, предусмотренная Конституцией 1791 года, не была реализована. 24 октября 1793 года начался суд над захваченными лидерами федералистов. Все двадцать два человека, представшие перед судом, были признаны виновными и 31 октября приговорены к смертной казни гильотиной.
Некоторые из оставшихся на свободе были также позднее схвачены и казнены. Другие, в том числе Барбару, Бузо, Кондорсе, Гранженев, Гваде, Керсен, Петион, Рабо Сент-Этьен, Ролан и Ребеки, покончили жизнь самоубийством. Спаслись лишь немногие лидеры жирондистов, в том числе Жан-Батист Луве де Кувре.

### Комментарии

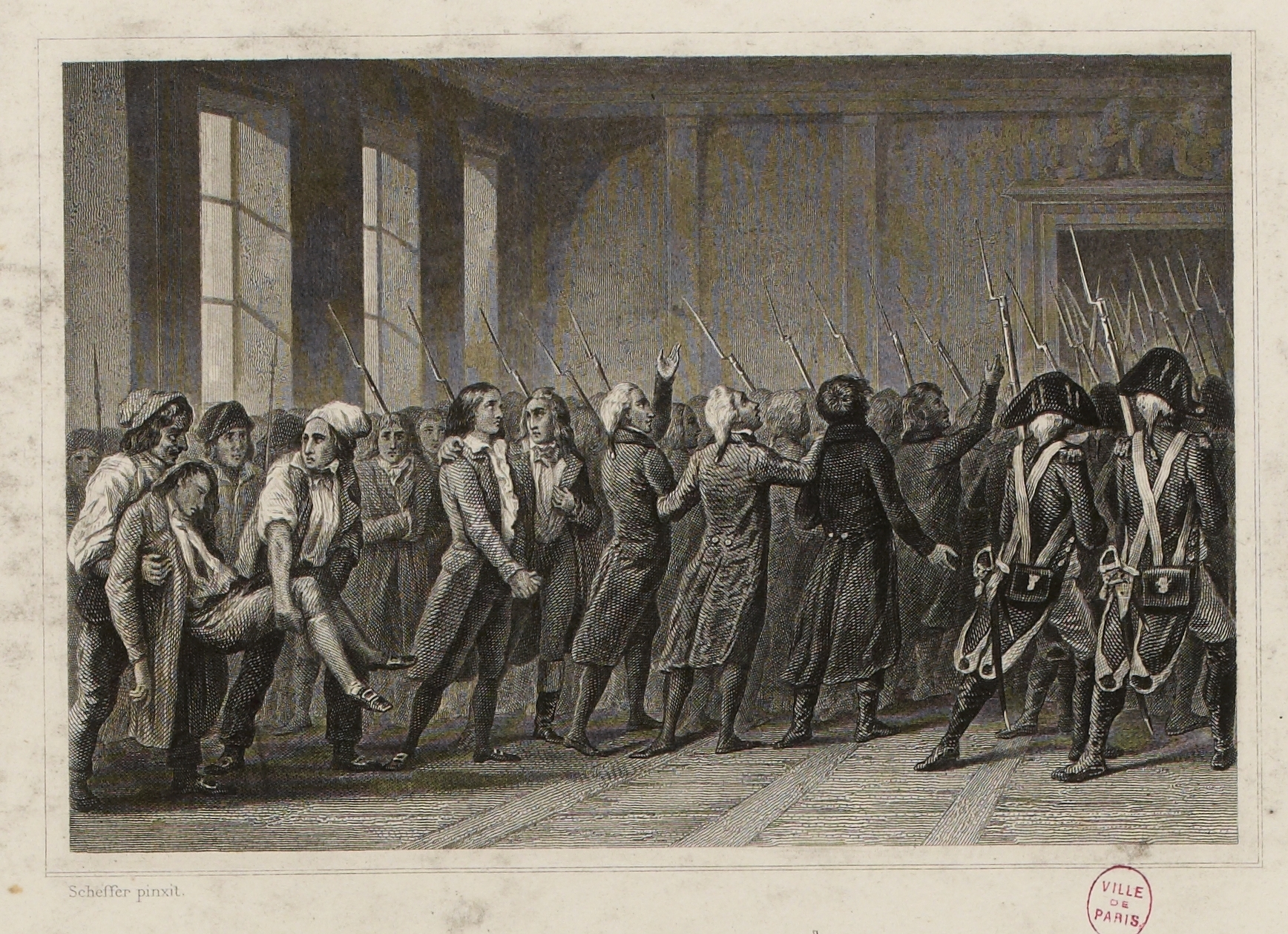
Арест жирондистов в Конвенте 2 июня 1793 года

1. ↑  Сами восставшие не называли себя «федералистами», этот ярлык был привнесен их политическими противниками левого направления — монтаньярами и якобинцами, пытавшимися таким образом обвинить восставших в антигосударственном сепаратизме. Под влиянием якобинской пропаганды слова жирондисты и федералисты стали синонимами[1].
2. ↑  В день битвы при Брекуре идеалистическая сторонница федералистов из Кана Шарлотта Корде убила в Париже Ж.-П. Марата[1]. Несмотря на эмоции, вызванные смертью Марата и последующей казнью Корде, Конвент не обрушил террор на Нормандию, как это было позже в Лионе и Марселе[10]. Однако память о гибели Марата была отмечена в Нормандии 19 ноября, когда город Гавр-де-Грас изменил свое название на Гавр-де-Марат (позднее - Гавр-Марат) [11]
3. ↑  Во время осады Тулона отличился молодой Наполеон Бонапарт

### Сноски
1. 1 2 3 4  Бовыкин, Чудинов, 2020, Федералистский мятеж.
2. ↑  Paul R. Hanson. Historical Dictionary of the French Revolution. — Rowman & Littlefield Publishers, 2015-01-15. — P. 124–126. — ISBN 978-0-8108-7892-1.
3. 1 2  The French Revolution: Faith, Desire and Politics. — Taylor & Francis, 2013-10-15. — ISBN 978-1-134-45600-0.
4. ↑  David Andress. The Oxford Handbook of the French Revolution. — OUP Oxford, 2015-01-22. — P. 566. — ISBN 978-0-19-100992-1.
5. 1 2 3 4 5 6  Paul R. Hanson. Jacobin Republic Under Fire: The Federalist Revolt in the French Revolution. — Penn State Press, 2010-11-01. — ISBN 978-0-271-04792-8.
6. 1 2  Sylvia Neely. A Concise History of the French Revolution. — Rowman & Littlefield, 2008. — P. 184. — ISBN 978-0-7425-3411-7.
7. 1 2 3  Alan I. Forrest. The Revolution in Provincial France: Aquitaine, 1789-1799. — Clarendon Press, 1996. — ISBN 978-0-19-820616-3.
8. ↑  Bette W. Oliver. Orphans on the Earth: Girondin Fugitives from the Terror, 1793-94. — Lexington Books, 2009-07-16. — P. 25. — ISBN 978-0-7391-4068-0.
9. ↑  Archives numériques de la Révolution française (недоступная ссылка — история). frda.stanford.edu. Stanford University Libraries. Дата обращения: 19 мая 2018.
10. ↑  Guizot, François. The Reign of Terror. historyweblog.com. Дата обращения: 16 мая 2018. Архивировано 20 ноября 2018 года.
11. ↑  The French Revolution, David E. A. Coles, Friesen Press, 2014, p. 134.
12. ↑  Martin, Jean-Clément. Chouannerie. Universalis.fr. Encyclopedia Universalis. Дата обращения: 16 мая 2018. Архивировано 26 октября 2020 года.
13. 1 2 3 4 5  Jean-René Suratteau, " Lyon ", in Albert Soboul, Dictionnaire historique de la Révolution française, 2005, p. 689.
14. 1 2 3  Pelletier, André. Histoire de Lyon : des origines à nos jours / André Pelletier, Jacques Rossiaud, Françoise Bayard … [и др.]. — Lyon : Éditions lyonnaises d'art et d'histoire, 2007. — P. 643–5. — ISBN 978-2-84147-190-4.
15. ↑  Tulard, Jean. Joseph Fouché. — Fayard, 1999. — P. 50. — ISBN 2-213-59991-2.
16. ↑  Cayez, Pierre (1993). Entreprises et entrepreneurs lyonnais sous la révolution et l'Empire. Histoire, Économie et Société. 1: 17–27. ISSN 0752-5702.
17. ↑  Fuoc, Renée. La Réaction thermidorienne à Lyon, 1795. — Vaulx-en-Velin : Vive 89, 1989. — P. 25. — ISBN 2-85792-069-5.
18. ↑  Denis Woronoff, The Thermidorean regime and the Directory 1794—1799 p.23
19. 1 2 3 4  Favier, Jack. Chronicle of the French Revolution. — Longman, 1989. — ISBN 978-0582051942.
20. 1 2  David Andress. The Oxford Handbook of the French Revolution. — OUP Oxford, 2015-01-22. — ISBN 978-0-19-100992-1. Источник. Дата обращения: 20 сентября 2020. Архивировано 17 мая 2022 года.
21. ↑  Ernest Hamel. Histoire de Robespierre: La Montagne. 1867. — A. Lacroix, Verboeckhoven & c., 1867. — P. 401.
22. ↑  Richard Ballard. A New Dictionary of the French Revolution. — I.B.Tauris. — P. 143. — ISBN 978-0-85772-090-0.
23. 1 2 3  William Doyle. The Oxford History of the French Revolution. — OUP Oxford. — P. 331. — ISBN 978-0-19-160829-2.
24. 1 2  James, William. The Naval History of Great Britain, Volume 1, 1793–1796. — London : Conway Maritime Press, 2002. — P. 66–78. — ISBN 0-85177-905-0.
25. ↑  Ireland, Bernard. The Fall of Toulon: The Last Opportunity the Defeat the French Revolution. — Cassell, 2005. — P. 276. — ISBN 0-3043-6726-5.
26. ↑  Marseille. larousse.fr. Encyclopedie Larousse. Дата обращения: 17 мая 2018.
27. 1 2 3 4 5  Pierre Bernadau. Histoire de Bordeaux: depuis l'année 1675 jusqu'à 1836. — Impr. Balarac, 1837.
28. ↑  Adolphe Thiers. The History of the French Revolution. — Carey and Hart, 1847.
29. ↑  M A Kennedy. The Jacobin Clubs in the French Revolution, 1793-1795. — 2000. — P. 69. — ISBN 978-1-57181-186-8.